# Benjamin Furly
Benjamin Furly, né le 13 avril 1636 à Colchester en Angleterre et mort en 1714 à Rotterdam, est un marchand anglais, fils d'un drapier.

## Biographie
Il rejoint la Société des Amis (Quakers) en 1655.
Il s'installe à Rotterdam en 1659.
Riche marchand, il réussit dans le commerce familial, devient un membre éminent de la communauté quaker, et tisse un réseau de relations dans la plus haute société. Le philosophe Locke est son ami. Il possède une bibliothèque de 4 200 ouvrages, dont beaucoup sur toutes les hérésies et controverses religieuses.
Il sillonne l'Europe pour entretenir son réseau de relations, espérant le faire jouer en faveur de la liberté de conscience, et joue un rôle fondamental dans les relations avec la jeune colonie américaine de Pennsylvanie.
C'est un agent recruteur très efficace pour William Penn. Il a beaucoup contribué à l'organisation des voyages de l'America (navire) transportant Francis Daniel Pastorius, fondateur de la ville de Germantown près de Philadelphie, du groupe d'émigrants de Krefeld, et de la Sarah Maria Hopewell transportant les disciples de Johannes Kelpius.
Il est décédé en 1714, à Rotterdam aux Pays-Bas.

## Sources
- (de) Claus Bernet, « Benjamin Furly », dans Biographisch-Bibliographisches Kirchenlexikon (BBKL), vol. 26, Nordhausen, 2006 (ISBN 3-88309-354-8, lire en ligne), colonnes 342-352
- Oxford Dictionnary of national biography :

L'entrée sur Benjamin Furly est ainsi rédigée :
"Furly, Benjamin (1636–1714), merchant and religious writer"
‘The fodder of our understanding’: Benjamin Furly’s library and intellectual conversation c1680-1714’ par Justin Champion, Dept of History, Royal Holloway College, University of London, Lecture en ligne
Les sources suivantes mentionnent Benjamin Furly comme agent de William Penn ayant contribué à l'organisation de ces voyages :
Voyage de Pastorius sur l'America :
Source: Francis Daniel Pastorius, Positive Information from America, concerning the Country of Pennsylvania, from a German who has migrated thither; dated Philadelphia, March 7, 1684, trans. J. Franklin Jameson, in Albert Cook Myers, ed., Narratives of Early Pennsylvania, West New Jersey, and Delaware, 1630–1707 (New York, 1912), 392–411 ;
Lettre de Pastorius lisible en ligne
Voyage de Kelpius sur la Sarah Maria Hopewell :
- Cromohs Virtual Seminars, Johannes Kelpius (1673–1708): Mystic on the Wissahickon, Levente Juhász, University of Szeged
- L. Juhász, Johannes Kelpius (1673–1708): Mystic on the Wissahickon, in M. Caricchio, G. Tarantino, eds.,
- Cromohs Virtual Seminars. Recent historiographical trends of the British Studies (17th-18th Centuries), 2006-2007 : 1-9 lecture en ligne possible

Aures voyages et toute information sur Furly en général :
- ABridging the Gap: Cultural Brokers and the Structure of Transatlantic Communication, par Rosalind J. Beiler, 6th Krefeld Symposium: Atlantic Communication, May 9-13, 2002 ; www.uni-erfurt.de/nordamerika/doc/Papers_rtf/beiler.rtf ; on arrive au document en tapant "Benjamin Furly" sur Yahoo, mais on n'arrive pas à copier l'adresse web.
- Sarah Hutton (ed.), Benjamin Furly 1646-1714: A Quaker Merchant and his milieu (Firenze: Olschki, 2007)